# Glenn Ivey

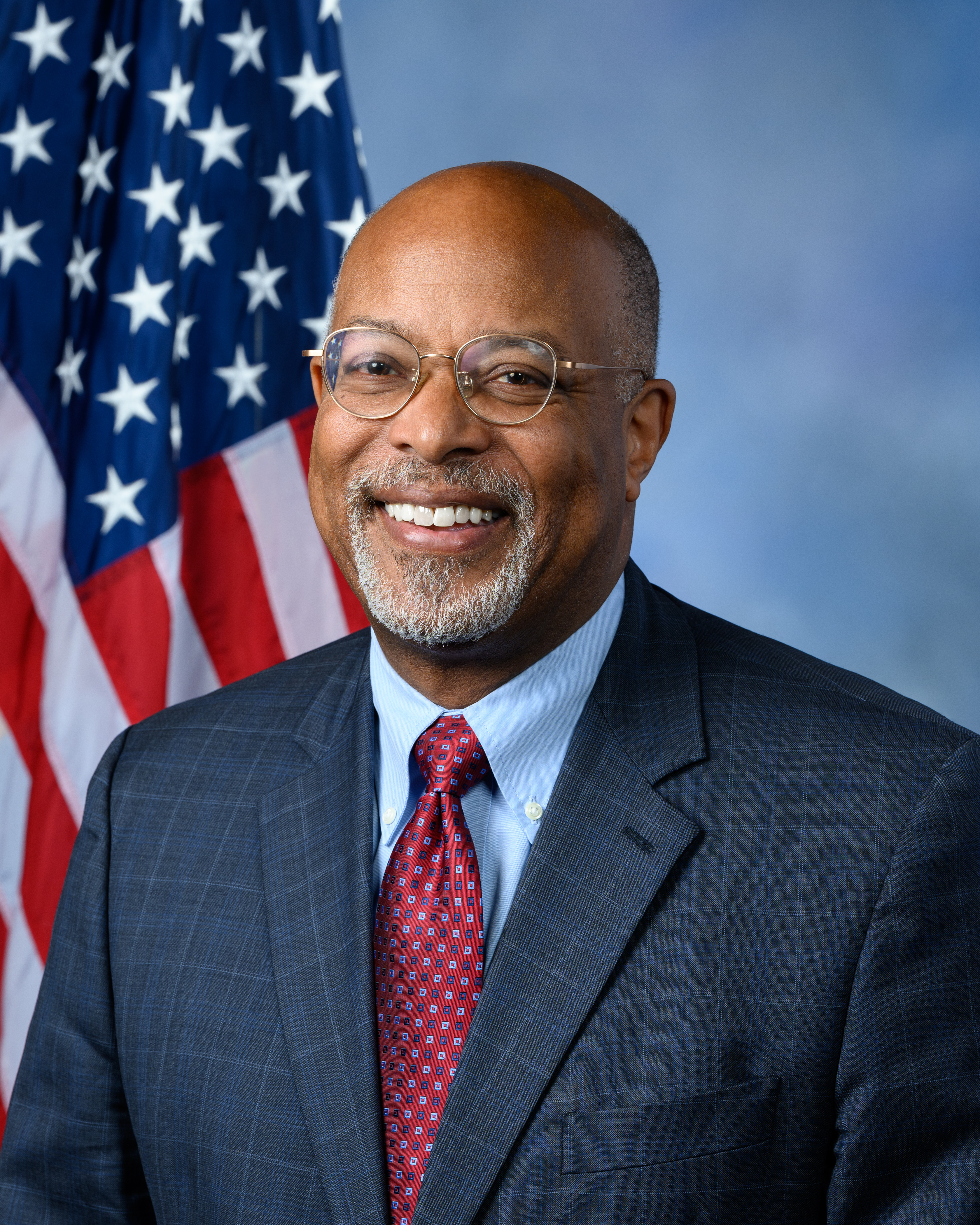
Glenn Ivey (2023)

Glenn Frederick Ivey (* 27. Februar 1961 in Chelsea, Massachusetts) ist ein US-amerikanischer Politiker der Demokratischen Partei und Anwalt. Nach zwei erfolglosen Versuchen 2012 und 2016 in den US-Kongress gewählt zu werden, vertritt er seit 3. Januar 2023 den 4. Kongresswahlbezirk Marylands im US-Repräsentantenhaus.

## Leben und Werdegang
Ivey wuchs in Rocky Mount im US-Bundesstaat North Carolina auf. Seine Mutter war Lehrerin und die erste afroamerikanische Lehrkraft an einer weißen Schule. Später zog die Familie nach Dale City, Virginia, da Iveys Vater eine Anstellung beim US-Arbeitsministerium bekam. Ivey studierte von 1982 bis 1986 Politikwissenschaft an der Princeton University und schloss sein Studium mit einem Bachelor mit Auszeichnung ab. Im Anschluss besuchte er die Law School der Harvard University und erwarb dort 1989 einen Juris Doctor.
Nach einer kurzen Tätigkeit in einer Anwaltskanzlei in Baltimore, ging Ivey 1987 als Mitarbeiter des Abgeordneten John Conyers nach Washington, D.C. 1988 kehrte er in den Anwaltsberuf zurück. Von 1990 bis 1994 war er stellvertretender Bundesstaatsanwalt, die Behörde wurde damals vom späteren US-Justizminister Eric Holder geleitet. Im Anschluss arbeitete er als Rechtsberater für verschiedene US-Senatoren, darunter für Paul Sarbanes während der Whitewater-Affäre und für den Mehrheitsführer der Demokraten Tom Daschle.
1998 ernannte ihn Marylands Gouverneur Parris Glendening zum Vorsitzenden der Maryland Public Service Commission. In dieser Funktion verantwortete er die (De-)Regulierung der Stromversorgung des Bundesstaats. 2000 gab er diesen Posten auf, um Partner einer Anwaltskanzlei zu werden. Nach seiner Amtszeit als Bezirksstaatsanwalt war er von 2011 bis 2020 erneut als Partner verschiedener Anwaltskanzleien tätig, bevor er 2020 seine eigene Kanzlei gründete. Zudem betätigte er sich als Gastdozent an der Harvard Law School und hatte von 1995 bis 2014 eine Gastprofessur an der University of Maryland im Bereich Prozessführung inne.
Ivey ist verheiratet und hat sechs Kinder. Seine Frau Jolene Ivey saß von 2007 bis 2015 im Abgeordnetenhaus von Maryland, auch sein Sohn Julian Ivey gehört seit 2019 dem Staatsparlament Marylands an. Die Familie lebt in Cheverly.

## Politische Karriere

### Bezirksstaatsanwalt in Maryland (2003–2011)
2002 kandidierte er als Bezirksstaatsanwalt im Prince George’s County. In der Vorwahl der Demokraten besiegte er seinen Kontrahenten mit 60 Prozent der Stimmen. Dies war nahezu gleichbedeutend mit dem späteren Wahlerfolg, da er in der Hauptwahl keinen Gegenkandidaten hatte. 2006 wurde er für eine weitere Amtszeit bestätigt. Nach zwei Amtsperioden schied er im Januar 2011 aus dem Amt. Während seiner Zeit als oberster Strafverfolger im Prince George’s County legte er einen Schwerpunkt auf die Verfolgung Häuslicher Gewalt und die Reduzierung der Polizeibrutalität. Hatte das County zu Beginn von Iveys Amtszeit noch die zweithöchste Kriminalitätsrate in Maryland, ging die Anzahl der Verbrechen während seines Wirkens deutlich zurück.

### US-Repräsentantenhaus (seit 2023)
Bei den Wahlen 2012 bemühte sich Ivey zum ersten Mal um die Kandidatur der Demokraten im 4. Kongresswahlbezirk Marylands und forderte Amtsinhaberin Donna Edwards in der parteiinternen Vorwahl heraus. Noch vor der Abstimmung zog Ivey sein Vorhaben jedoch aus Mangel an finanziellen Wahlkampfmitteln wieder zurück.
Vier Jahre später gab Edwards ihren Sitz auf, um für den US-Senat zu bewerben. Ivey kandidierte für ihre Nachfolge, unterlag in der Vorwahl jedoch Marylands Vizegouverneur Anthony Brown.
Bei den Wahlen 2022 kandidierte Ivey erneut im 4. Bezirk, nachdem Brown auf eine Wiederwahl zugunsten einer Kandidatur als Attorney General von Maryland verzichtet hatte. Auch die vormalige Sitzinhaberin Edwards bewarb sich. Der Wahlkreis gilt als Demokratische Hochburg, weswegen die Vorwahl bereits entscheidenden Charakter hat. In Umfragen lag Ivey zunächst hinter Edwards, konnte jedoch die Abstimmung mit 51,2 zu 35,1 % klar für sich entscheiden. Das von der proisraelischen Lobbyorganisation American Israel Public Affairs Committee finanzierte Super-PAC gab knapp sechs Millionen US-Dollar aus, um Iveys Kampagne mit Fernsehspots zu unterstützen. Die Washington Post bezeichnete den Wettbewerb als „Stellvertreterkrieg“ über die US-Israel-Politik. In der Hauptwahl am 8. November 2022 besiegte Ivey seinen Republikanischen Kontrahenten Jeff Warner mit 89,6 % der Stimmen und zog ins US-Repräsentantenhaus ein. Seine Amtszeit begann am 3. Januar 2023 und lief zunächst bis zum 3. Januar 2025. Bei den Wahlen 2024 wurde er mit 88,4 % der Stimmen für eine weitere Amtszeit wiedergewählt.